# Норма (теория групп)
Норма группы — это пересечение нормализаторов всех её подгрупп.

## Свойства
- Норма группы является её характеристической подгруппой.
- Норма группы содержит её центр.
- Норма группы содержится во втором элементе её верхнего центрального ряда.
- Норма является дедекиндовой группой.
- Если норма содержит элемент бесконечного порядка, то она совпадает с центром группы